# Шёндорф (Шлайц)
Шёндорф (нем. Schöndorf) — община в Германии, в земле Тюрингия.
Входит в состав района Заале-Орла. Подчиняется управлению Ранис-Цигенрюк. Население составляет 290 человек (на 31 декабря 2010 года). Занимает площадь 10,11 км².